# Club Deportivo Mongomo
Il Club Deportivo Mongomo è una società calcistica con sede a Mongomo in Guinea Equatoriale.
Milita nella massima serie calcistica equatoguineana.

## Rosa 2011
| N. |                               | Ruolo | Calciatore         |
| -- | ----------------------------- | ----- | ------------------ |
| 2  | Guinea Equatoriale (bandiera) | D     | Rufino Ekoka       |
| 3  | Guinea Equatoriale (bandiera) | D     | José Mba           |
| 4  | Guinea Equatoriale (bandiera) | D     | Ibrahim Agbo       |
| 5  | Rep. Centrafricana (bandiera) | D     | Junior Gallot      |
| 6  | Guinea Equatoriale (bandiera) | D     | Éric Batinga       |
| 7  | Camerun (bandiera)            | C     | Rabelais Nguele    |
| 8  | Guinea Equatoriale (bandiera) | C     | Jean-Maxime Ndongo |
| 9  | Guinea Equatoriale (bandiera) | A     | Florentino Fama    |
| 10 | Guinea Equatoriale (bandiera) | A     | Santiago Masa Ango |
| 11 | Guinea Equatoriale (bandiera) | C     | Peque              |
| 12 | Ghana (bandiera)              | D     | Alex Obobi         |

| N. |                               | Ruolo | Calciatore         |
| -- | ----------------------------- | ----- | ------------------ |
| 13 | Camerun (bandiera)            | A     | Ghyslain Ketcheman |
| 15 | Guinea Equatoriale (bandiera) | C     | Cristóbal Alogo    |
| 16 | Guinea Equatoriale (bandiera) | C     | Carlos Nvomo       |
| 18 | Guinea Equatoriale (bandiera) | D     | Colin              |
| 19 | Guinea Equatoriale (bandiera) | A     | Raimundo Esono     |
| 20 | Guinea Equatoriale (bandiera) | C     | Marcos Abaga       |
| 21 | Guinea Equatoriale (bandiera) | C     | Rosendo Milam      |
| 22 | Guinea Equatoriale (bandiera) | A     | Tomás Moyo         |
| 23 | Guinea Equatoriale (bandiera) | A     | Justino Ngomo      |
| 25 | Guinea Equatoriale (bandiera) | P     | Mamadou Yauza      |
| 27 | Guinea Equatoriale (bandiera) | P     | Pedro Fuga         |

## Palmarès

### Competizioni nazionali
- Campionato equatoguineano di calcio: 4

1980, 1997, 2010, 2021/22
- Coppa della Guinea Equatoriale: 1

2015

### Altri piazzamenti
- Coppa della Guinea Equatoriale:

Finalista: 1997, 2014

## Partecipazioni alle competizioni CAF
- CAF Champions League: 1 partecipazione

2011 - turno preliminare